# Perfetti Van Melle

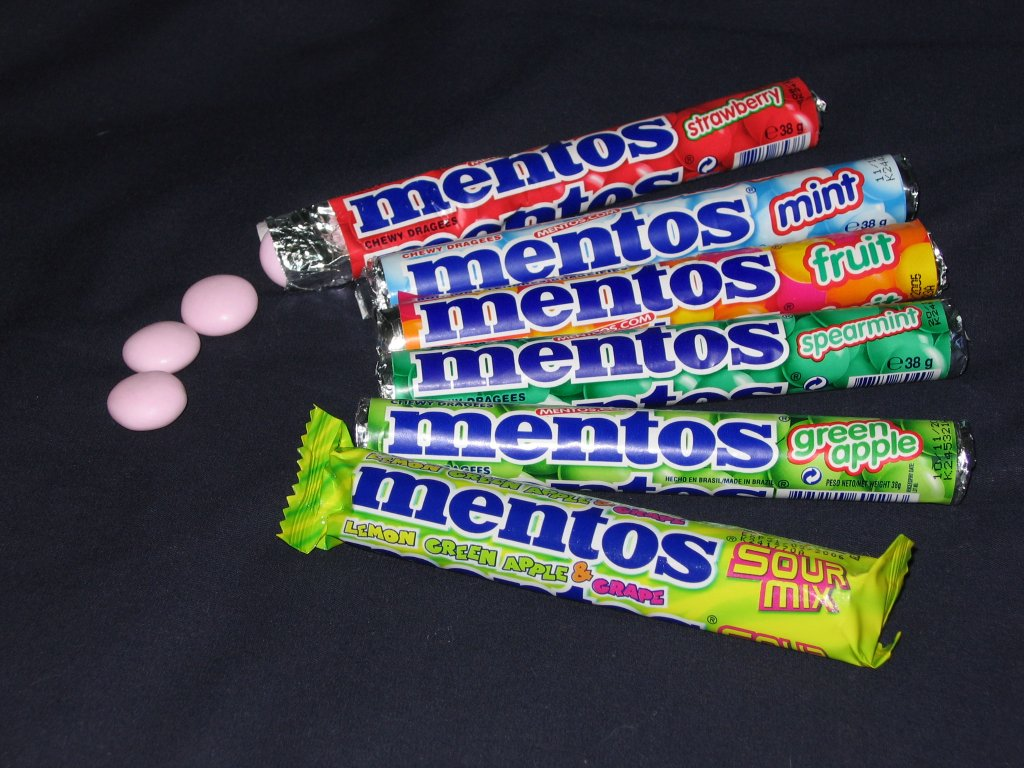
Varios paquetes de Mentos.

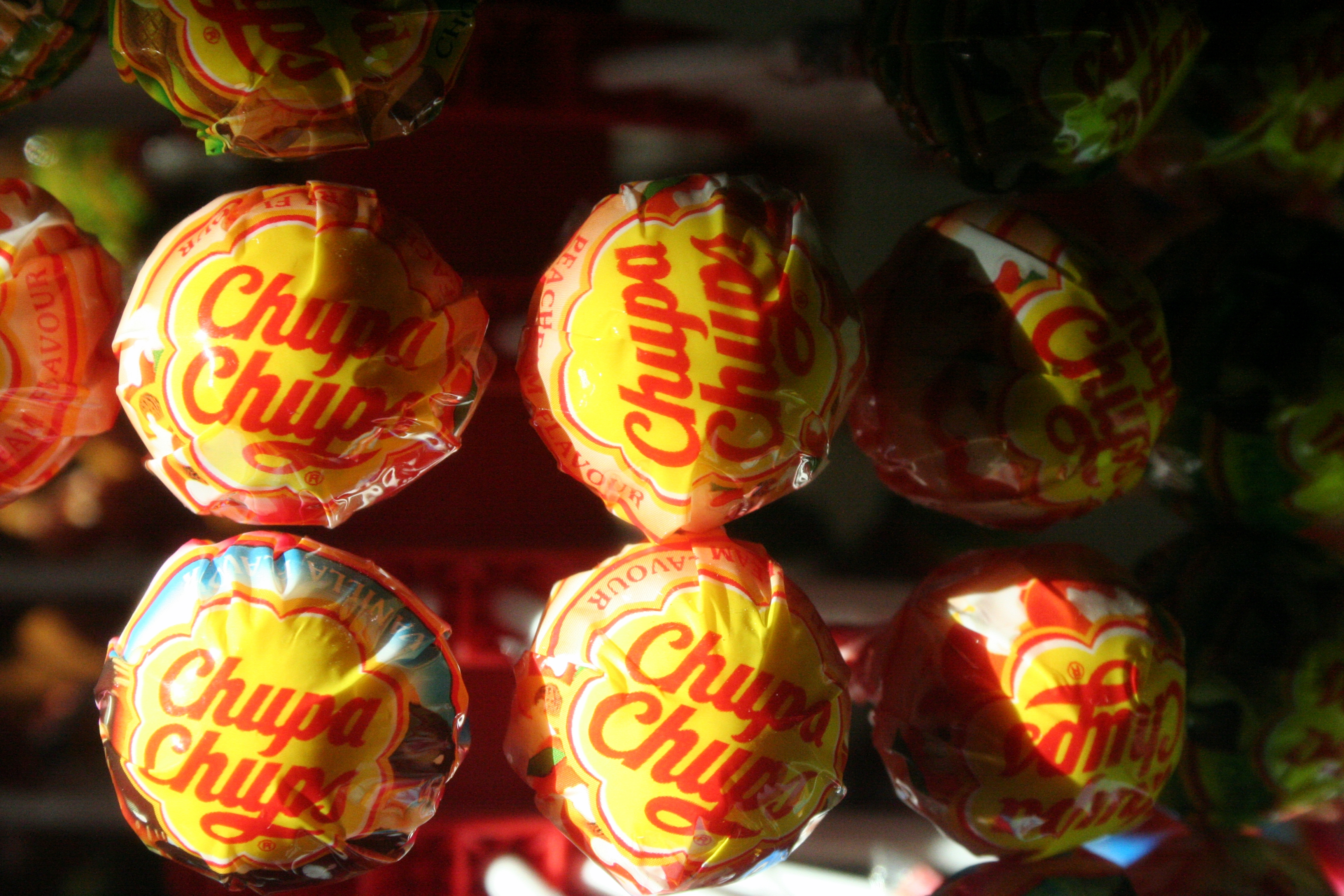
Chupa Chups, conocido producto de la empresa.

Perfetti Van Melle es una empresa italo-holandesa, resultado de la fusión de la compañía italiana Perfetti por parte de la empresa confitera holandesa Van Melle en 2001. Es una productora a nivel mundial de caramelos y chicle. Su mayor subsidiaria es Perfetti Van Melle USA, en los Estados Unidos de América.
Los productos de Perfetti Van Melle son distribuidos en 130 países. 
Las sedes de Perfetti Van Melle están en Lainate, Italia, y en Breda, Países Bajos.

## Productos
- Mentos caramelos blandos en grageas.
- Airheads chicles.
- Frisk caramelos de menta.
- Fruit Tella mascables.
- Vigorsol chicle.
- Chlormint chicle.
- Happydent chicle.
- Meller caramelos masticables.
- Chupa Chups. En julio de 2006 adquirió el 100% de la marca española de los caramelos con palo, al llegar a un acuerdo con los hijos del fallecido fundador de dicha golosina, Enric Bernat.